# Teseo y el centauro

Excelente tamaño, maravilloso de contemplar, el grupo colosal de Teseo vencedor del Centauro detiene nuestros ojos, y despierta nuestra admiración.
Isabella Teotochi Albrizzi, Opere di scultura e di plastica di Antonio Canova

Teseo y el centauro, también conocida como Teseo luchando contra el centauro o Teseo vencedor del centauro, es una escultura en mármol realizada por Antonio Canova en 1805 y expuesta en el Kunsthistorisches Museum de Viena.

## Historia
La obra fue encargada en 1804 por la República italiana, por diez mil cequís de oro, para dedicarla a Napoleón Bonaparte. El grupo escultórico se exhibió en el estudio del artista en Roma en marzo de 1821 y a continuación fue comprado por el emperador de Austria Francisco I para el templo de Teseo (Theseustempel) en el Volksgarten de Viena. La escultura fue luego transferida al museo de historia del arte (Kunsthistorisches Museum) en 1891. Algunos bocetos de la obra se encuentran en la Gipsoteca canoviana de Possagno.

## Descripción

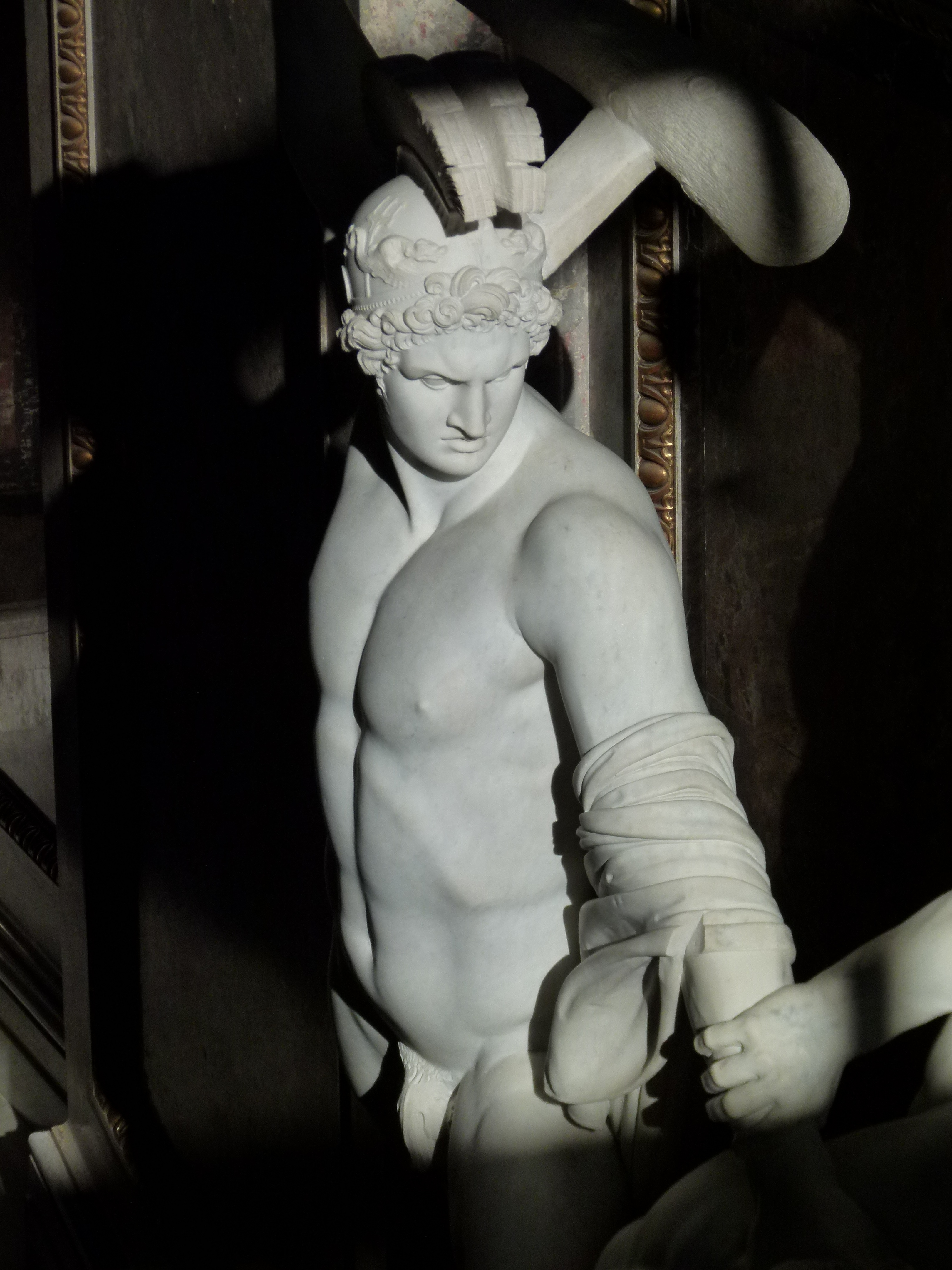
Detalle de Teseo.

La escultura representa al héroe griego Teseo desnudo a punto de dar el golpe de gracia a Euritión, el rey de los centauros. Según el mito, los centauros habían sido invitados a las bodas de Pirítoo e Hipodamía, pero Euritión se emborrachó e intentó raptar a Hipodamía. Por tanto, Teseo, amigo de los esposos, empezó una lucha contra el centauro para salvarla. Teseo aquí se muestra en el acto de dominar completamente a la bestia: presiona la garganta del centauro con la mano izquierda, mientras con la derecha alza la clava con la que está a punto de golpearlo mientras su rodilla presiona contra el abdomen del híbrido. Euritión se ha desplomado en el suelo e intenta levantarse con las patas traseras, dado que con las delanteras no puede, mientras con la diestra intenta bloquear el brazo izquierdo de Teseo. La mirada de Teseo es fija y no revela ninguna piedad.
Para expresar con realismo la contracción de los músculos de la bestia y su esfuerzo, Antonio Canova tuvo que hacer matar un caballo real para utilizar la pose. De hecho, el cuerpo del animal fue recubierto de yeso para servir de molde a la estatua.
La escultura destaca por su cuidado estudio anatómico de ambas figuras y dinamismo, formando una estructura triangular con el pie derecho de Teseo, la mano izquierda del centauro y la punta del penacho del casco del héroe.
Canova respondió con esta violenta obra a quienes lo calificaban de "demasiado suave y elegante".